# Truus Klapwijk
Geertruida Klapwijk –conocida como Truus Klapwijk– (Róterdam, 2 de enero de 1904-Róterdam, 3 de mayo de 1991) fue una deportista neerlandesa que compitió en natación. Ganó una medalla de plata en el Campeonato Europeo de Natación de 1927, en la prueba de 4 × 100 m libre.

## Palmarés internacional
| Campeonato Europeo | Campeonato Europeo | Campeonato Europeo | Campeonato Europeo |
| Año                | Lugar              | Medalla            | Prueba             |
| ------------------ | ------------------ | ------------------ | ------------------ |
| 1927               | Bolonia (Italia)   | Medalla de plata   | 4 × 100 m libre    |